# جون شيبرد (باحث)
جون شيبرد (بالإنجليزية: John Shepherd)‏ هو باحث بريطاني، ولد في 24 أغسطس 1946 في كرويدون في المملكة المتحدة.
هو مؤلف كتاب "مكيدة بابنجتون"،"babington plot" المخفي عالميا